# Paul Manasse
Pour les articles homonymes, voir Manassé.
Paul Manasse  (14 mars 1866 à Naugard en province de Poméranie - 27 septembre 1927 à Wurtzbourg) était un oto-rhino-laryngologiste allemand.

## Biographie
Manasse étudia la médecine aux universités de Tübingen, Berlin et Strasbourg. En 1890, il fut reçu docteur à l'université Kaiser-Wilhelm de Strasbourg, alors ville allemande, avec un mémoire portant sur la lécithine du cholestérol des globules rouges. Il devint assistant à l'Institut de pathologie ORL à Strasbourg, auprès d'Abraham Kuhn. À la suite de voyages d'études à Vienne et Berlin, il devint en 1896 professeur d’ORL à l'université de Strasbourg. En 1901, il y devint chef du service d'ORL.
Après la guerre, les autorités françaises lui ayant demandé de devenir Français pour conserver son poste à Strasbourg, il choisit de le quitter et partit pour Wurtzbourg où, à l'hôpital de Luitpold, il fonda un service d’ORL.
Il est, avec Wilhelm Lange (de) et Karl Grünberg, l'éditeur du Manuel d'anatomie pathologique de l'oreille humaine (1917, deux volumes). Parmi ses élèves, on compte Max Meyer (de).

## Publications (sélection)
- L'ostitis chronica de la capsule otique humaine. In Die Ohrenheilkunde und ihre Grenzgebiete, tome 7, 1912.
- À propos de la Cellutis perisinualis primaire du rocher et de la thrombose du sinus, 1916.
- Recherches anatomiques sur la tuberculose des voies respiratoires supérieures, 1927.